# Abills
ABillS (~AsmodeuS~ Billing System) — автоматизированная система расчётов, написанная на Perl и распространяемая по лицензии GPL v2. Является модульной ACP (автоматизированной системой расчётов). Используется совместно с MySQL и FreeRADIUS.

## Сертификаты и соответствия
- Коммерческая версия сертифицирована в РФ.
- Для Украины система полностью соответствует ГСТУ 45.028-2004 «Автоматизированные системы расчетов за телекоммуникационные услуги. Классификация. Общие технические требования»
- Система приведена в соответствии к стандарту ISO 9001

## Состав системы
- ядро системы
- RADIUS-сервер
- DB-сервер
- Web-сервер (nginx, apache, lighthttpd)
- интерфейс администратора
- компоненты интерфейса пользователя

## Модули системы
- модуль управления DHCP сервером
- модуль управления почтой
- модуль IPN подсчёт трафика в локальной сети
- модуль интеграции с платёжными системами
- модуль снятия дневных, месячных и годовых абонентских плат за используемые сервисы или услуги
- модуль предоставление услуг антивирусной защиты для пользователей
- модуль платёжных карт
- модуль организации Dialup и VPN доступа
- модуль работы с платёжными документами
- модуль интеграции с 1С
- модуль IPTV
- модуль управления Vlan
- модуль создания маркетинговых отчётов
- модуль рассылки почты
- модуль обратной связи (позволяет отправлять уведомления пользователям и получать уведомления от пользователей)
- модуль для создания независимых суббиллингов (доменов)
- модуль ведения IP адресов
- модуль VoIP для организации IP-телефонии по протоколу SIP или H323
- набор утилит для управления сетевым оборудованием, используя SNMP
- модуль предоставление авторизированного доступа к ресурсам. Учёт использования ресурсов.
- система оповещения пользователей о состоянии счёта и другим событиям (новостям) системы посредством e-mail, sms или факс сообщений
- модуль для разнесения бонусов

Многие модули расширения функциональности платные.

## Поддерживаемые платформы и операционные системы
- FreeBSD 9.x, 10.x, 11.x, 12.x
- Linux:
  - CentOS 
  - Debian 
  - Ubuntu 
  - Fedora 
  - Redhat 
  - Solaris 
  - другие